# Mehrrechtsstaat
Ein Mehrrechtsstaat ist ein Staat, in dem für verschiedene Teilgebiete oder Personengruppen unterschiedliches Recht gilt. Zumeist wird der Begriff auf das Privatrecht bezogen.
Mehrrechtsstaaten mit territorialer Rechtsspaltung sind oftmals Bundesstaaten. Typische Mehrrechtssaaten mit territorial gespaltenem Privatrecht sind etwa im angloamerikanischen Bereich das Vereinigte Königreich, die USA, Kanada und Australien; im kontinentaleuropäischen Rechtskreis das Königreich der Niederlande, Spanien (Foralrechte) sowie Mexiko (nach US-amerikanischem Vorbild); ferner Äthiopien; aus dem ehemaligen sozialistischen Rechtskreis die Sowjetunion und Jugoslawien. Welche territoriale Teilrechtsordnung im konkreten Fall zur Anwendung kommt, bestimmt das interlokale Privatrecht. Hinsichtlich des Verwaltungsrechts ist etwa auch Deutschland weitgehend ein Mehrrechtsstaat mit territorialer Rechtsspaltung.
Personale Rechtsspaltung ist oftmals religiös bedingt, teilweise auch ethnisch (z. B. Adatrecht in Indonesien). Im Privatrecht sind insbesondere das Familien- und Erbrecht betroffen. Viele islamisch geprägte Staaten sind Mehrrechtsstaaten mit personaler Rechtsspaltung, wobei verschiedene Rechtsschulen zu unterscheiden sind. Typische Beispiele sind Ägypten, Indien oder Israel; nicht dazu gehören etwa die Nachfolgestaaten der Sowjetunion oder Tunesien (seit 1957). Welche Teilrechtsordnung im konkreten Fall zur Anwendung kommt, bestimmt das interpersonale (interreligiöse) Privatrecht.
Verweist das deutsche IPR auf einen Mehrrechtsstaat, ohne die maßgebende Teilrechtsordnung zu bezeichnen, so bedarf es einer Unteranknüpfung. Fehlt es im ausländischen Recht an interlokalem/interpersonalem Kollisionsrecht, „so ist die Teilrechtsordnung anzuwenden, mit welcher der Sachverhalt am engsten verbunden ist“ (Art. 4 Abs. 3 Satz 2 EGBGB; entsprechend österr. IPRG § 5 Abs. 3 Satz 2).
Zum rechtssoziologischen Phänomen siehe Rechtspluralismus.